# Kollnau
Kollnau ist Ortsteil der Großen Kreisstadt Waldkirch und war bis 1974 eigenständige Gemeinde. Kollnau liegt im unteren Elztal im südlichen Teil des mittleren Schwarzwaldes auf 274 m Meereshöhe, höchste Erhebung ist der Vögelestein mit 607 m.

## Geschichte
Die Gemeinde Kollnau bestand anfangs aus den beiden Streusiedlungen Kohlenbach und Kollnau, die als Rodungsplätze entstanden waren. Wie die anderen Streusiedlungen im Elztal gehörte auch Kollnau zum Stiftungsbesitz des um 920 gegründeten Waldkircher Kloster St. Margarethen. Später kam Kollnau zu den Besitztümern der Herren von Schwarzenberg und nach 1316 der Kastelberger. In einem Zinsregister des St. Nikolausspitals in Waldkirch ist die erste Nennung des Namens Kollnau zu finden. Die zeitliche Einordnung ist ungenau, sie wird auf etwa 1290 datiert.

### Kollnau und Kohlenbach
Anfänglich werden beide Orte unabhängig voneinander erwähnt; neben Kohlenbach treten auch die Namen Harnischwald und Übental auf. Im Laufe der Geschichte werden die beiden Orte teils eigenständig, teils als eine Gemeinde genannt. Um 1839 beantragten die Kohlenbacher Bauern die Loslösung von Kollnau, weil sie zu Umlagen verpflichtet waren, von denen sie wenig Nutzen hatten, zum Beispiel durch den Bau von Spritzenremise und Bürgergefängnis. 1846 wies die Badische Regierung in Karlsruhe den Kohlenbacher Antrag aber endgültig zurück. Zu jener Zeit zählte Kollnau 553 Seelen und 84 Bürger, Kohlenbach 200 Seelen und 23 Bürger, beide Orte hatten eigene Gemarkung. 1893 hingegen wünschten die Bürger von Kohlenbach nun die völlige Vereinigung mit Kollnau, um Kosten bei diversen Verwaltungsangelegenheiten sparen zu können. Nach anfänglicher Ablehnung durch den Kollnauer Gemeinderat konnte 1906 eine Einigung erreicht werden und mit Wirkung zum 1. Januar 1907 wurden die beiden Ortsgemeinden vereinigt und die Gemarkungsgrenze zwischen beiden aufgehoben.

### Wirtschaftliche Entwicklung
Die Einwohner von Kollnau lebten von Landwirtschaft und Handwerk, in Kohlenbach ausschließlich von der Landwirtschaft.
Von 1683 bis 1868 wurde an der Elz ein Schmelz- und Hammerwerk betrieben. Es handelte sich um eine vorderösterreichische Einrichtung und hatte einen Vorläufer in Simonswald. Erz- und Holzmangel sowie der technische Fortschritt führten zur Stilllegung.
Im 19. und 20. Jahrhundert war Kollnau stark durch die Textil-Industrie geprägt. 1869 wurde am Platz des Hammerwerkes die Kollnauer Baumwollspinnerei & Weberei (KSW) gegründet, in dem Zuge wurden auch Arbeiterwohnungen (die „Neue Häuser“) und eine Fabrikschule errichtet. Die KSW schloss 1990 nach Konkurs. Auf Kollnauer Gemarkung liegen auch große Teile des Werkgeländes der Gutacher Nähseidenfabrik Gütermann.

### Kollnau im Nationalsozialismus
Am 7. November 1931 wurde Gustav Kramb von Gemeinderat und Gemeindeverordneten mit den Stimmen von Zentrumspartei, SPD und Reichspartei zum neuen Bürgermeister von Kollnau gewählt. Am 1. Mai 1933 trat er der NSDAP bei. Er wurde zu einem Verfechter der nationalsozialistischen Ideen. 1940 wurde er als kommissarischer Bürgermeister nach Illkirch-Grafenstaden ins besetzte Elsass versetzt.
Bei den Reichstagswahlen am 5. März 1933 erhielt die NSDAP in Kollnau 18 % der Stimmen, im Land Baden hingegen bereits 45,4 %. Die Zentrumspartei erhielt 47 % der Wählerstimmen, die SPD 19 % und die KPD 12,5 %. Noch hatten die nationalsozialistischen Ideen in Kollnau wenig Fuß gefasst. Doch schon im April wurden das Gemeindeparlament gleichgeschaltet und ab dem 2. August 1933 waren Gemeinderat und Bürgerausschuss ausschließlich von Nationalsozialisten besetzt. NS-Organisationen verdrängten die bisherigen Vereine. Die kirchlichen Vereine wurden nicht gleichgeschaltet, ihnen aber jegliche politische Betätigung untersagt.
Am 30. März 1933 wurde die Friedrich-Ebert-Straße in Adolf-Hitler-Straße umbenannt. Der Reichsstatthalter Robert Wagner besuchte im März 1934 Kollnau und Waldkirch und wurde in beiden Gemeinden zum Ehrenbürger ernannt. Hitlers Ideologie der Verhütung von erbkrankem Nachwuchs durch Zwangssterilisation führte dazu, dass aus Kollnau zunächst vier, dann weitere acht Einwohner als erbkrank gemeldet wurden. 1935 wurde das Kriegerdenkmal am Kirchplatz erstellt. Der Auftrag dazu ging an Erwin Krumm aus Elzach. Vorausgegangen war eine Auseinandersetzung zwischen Pfarrer Trabold und der Gemeinde hinsichtlich der Gestaltung. Die NS-Ideologie gebot, den Tod der Soldaten im Ersten Weltkrieg als Heldentat darzustellen, sodass die zunächst vorgesehene Christus-Figur nicht umgesetzt werden durfte.
Bürger, die Widerstand leisteten, waren Schikanierung, politischer Verfolgung, Verhaftung, Einlieferung ins KZ ausgesetzt. Aus Kollnau sind hier Kommunalpolitiker, Mitglieder der KPD, Widerstandskämpfer zu nennen: Heinrich Nopper, Josef Ganz, Rudolf Resch, Carla Cunz-Kaiser, August Stöhr, Hermann Licht, Reinhold Birmele, J. Zahn, Konstantin und Emilie Walz sowie Pfarrer Eduard Trabold.

### Der Zweite Weltkrieg
Von direkten Kriegshandlungen blieb Kollnau verschont. Aber im vermeintlich sicheren Hinterland waren Gemeinden wie Kollnau zur Unterbringung von Truppen, Betrieben und Evakuierten verpflichtet.
1938 waren in Kollnau 150 Westwallarbeiter untergebracht. Nach Kriegsbeginn folgten häufige Einquartierungen von Truppeneinheiten. Die Sundgau Maschinenfabrik wurde nach Kollnau verlagert, teilweise in Gasthäusern und im Schulhaus untergebracht. Auch eine Schule aus Dortmund wurde ausgelagert und im Kollnauer Schulgebäude untergebracht. Nach dem Großangriff auf Freiburg am 27. November 1944 mussten zusätzliche Evakuierte aufgenommen werden. Teilweise arbeiteten Kriegsgefangene und Zwangsarbeiter auf den Bauernhöfen.

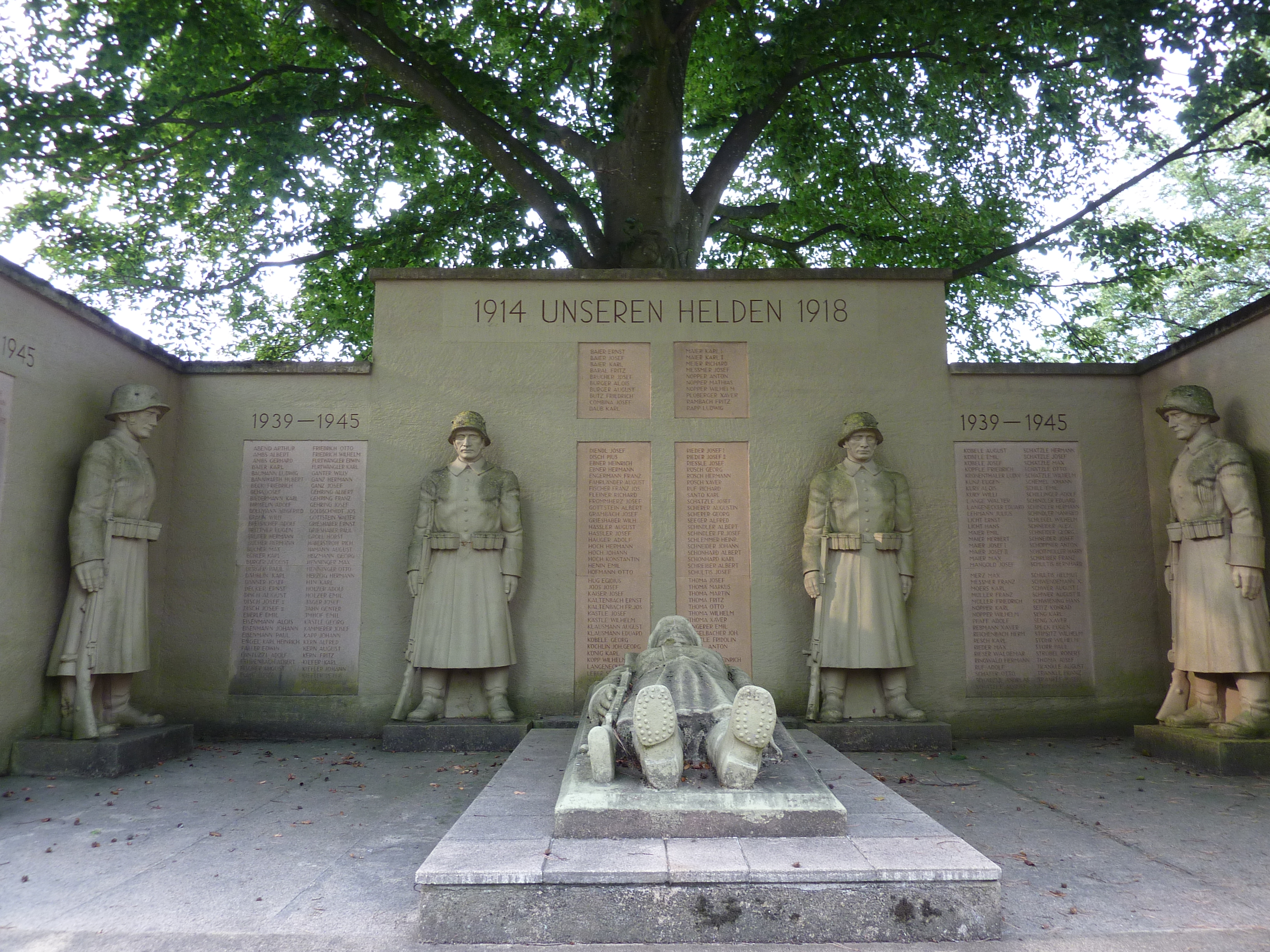
Kriegerdenkmal

Zu Kriegsbeginn mussten auch viele Kollnauer zum Kriegsdienst einrücken, anfangs waren noch Kriegsfreiwillige dabei. Der erste gefallene Soldat aus Kollnau war Emil Maier am 22. Juni 1940, er starb in den Vogesen, erst sechs Wochen zuvor hatte er geheiratet. Ab dem Kriegsbeginn mit Russland häuften sich die Todesfälle. Mehrere Kollnauer verloren bei Luftangriffen u. a. in Freiburg, Straßburg und Pforzheim ihr Leben. Zu Kriegsende stellte das Elztal ein Bataillon als Teil des Volkssturms, das aber am 19. April 1945 ohne jede Feindberührung aufgelöst und dessen Männer ohne Verluste nach Hause entlassen wurden. Kollnau wurde am 21. April von französischen Truppen besetzt. Durch mutiges Handeln einiger Bewohner konnte die Sprengung der Kollnauer Elzbrücke durch nationalsozialistische Anhänger verhindert werden.
Kollnau hatte 169 Gefallene zu beklagen, außerdem neun Tote bei Luftangriffen und zwei tote Kinder, die ihr Leben beim Spielen mit Sprengmunition verloren. Weitere 58 Kriegsteilnehmer sind vermisst. Die Namen wurden 1952 auf neuen Gedenktafeln am Kriegerdenkmal aufgeführt.

### Verlust der Selbständigkeit
Kollnau verlor seine Selbständigkeit am 31. Dezember 1974 im Zuge der Gemeindereform durch Zusammenschluss mit Buchholz und Waldkirch zur neuen Stadt Waldkirch-Kollnau.
Die Einwohnerschaft Kollnaus hatte den Zusammenschluss zuvor mit großer Mehrheit abgelehnt: Man sah die Gemeinde mit etwa 5000 Einwohnern und einer gut ausgebauten Gemeindeverwaltung ausreichend leistungsfähig. Außerdem könne Kollnau der Stadt Waldkirch keine Entwicklungsflächen bieten und Vereine und Organisationen seien eher nach Gutach als nach Waldkirch ausgerichtet. Es bildete sich eine Bürgerinitiative, die zu einer Unterschriftenaktion aufrief, an der sich 80,2 % der Wahlberechtigten beteiligten. Am 28. Juni 1973 fand eine Protestkundgebung auf dem Rathausplatz statt, an der über tausend Personen teilnahmen. Die offiziell notwendige Anhörung der Bürgerschaft wurde am 20. Januar 1974 durchgeführt und ergab bei 80,5 % Beteiligung eine Ablehnung des Zusammenschlusses von 93,1 %.
Der Entwurf zum Gemeindereform-Gesetz vom 15. Februar 1974 berücksichtigte die ablehnende Haltung insoweit: „Der Bedeutung der Gemeinde Kollnau trägt der in der Entwurfsbestimmung vorgeschlagene Name Waldkirch-Kollnau … Rechnung.“ Die Landesregierung hielt die Bildung der neuen Stadt weiterhin für geboten, weil „die Stadt Waldkirch und die Gemeinde Kollnau, nur durch die Eisenbahnlinie getrennt, einen Siedlungskörper“ bilden würden. Der Landtag stimmte dem Gemeindereformgesetz und damit der Bildung der neuen Stadt am 4. Juli 1974 endgültig zu.
Das Gemeindereformgesetz sah eine Vereinbarung der zusammen zu schließenden Gemeinden vor, in der unter anderem die Unechte Teilortswahl wie auch Namensgebung für die neue Gemeinde festgelegt werden konnten. Für die neue Stadt Waldkirch-Kollnau wurde eine solche Vereinbarung am 22. November 1974 geschlossen und darin der Name Waldkirch festgelegt. Die Unechte Teilortswahl garantierte den Stadtteilen eine festgelegte Anzahl von Gemeinderatssitzen und wurde in Waldkirch bis 2004 angewandt.
Nach dem Zusammenschluss wurden in Kollnau 19 Straßen wegen Namens-Doppelung umbenannt. Die Postleitzahl wechselte von 7809 zu 7808. Kollnau ist weiterhin eine Ortschaft und Gemarkung.

## Politik

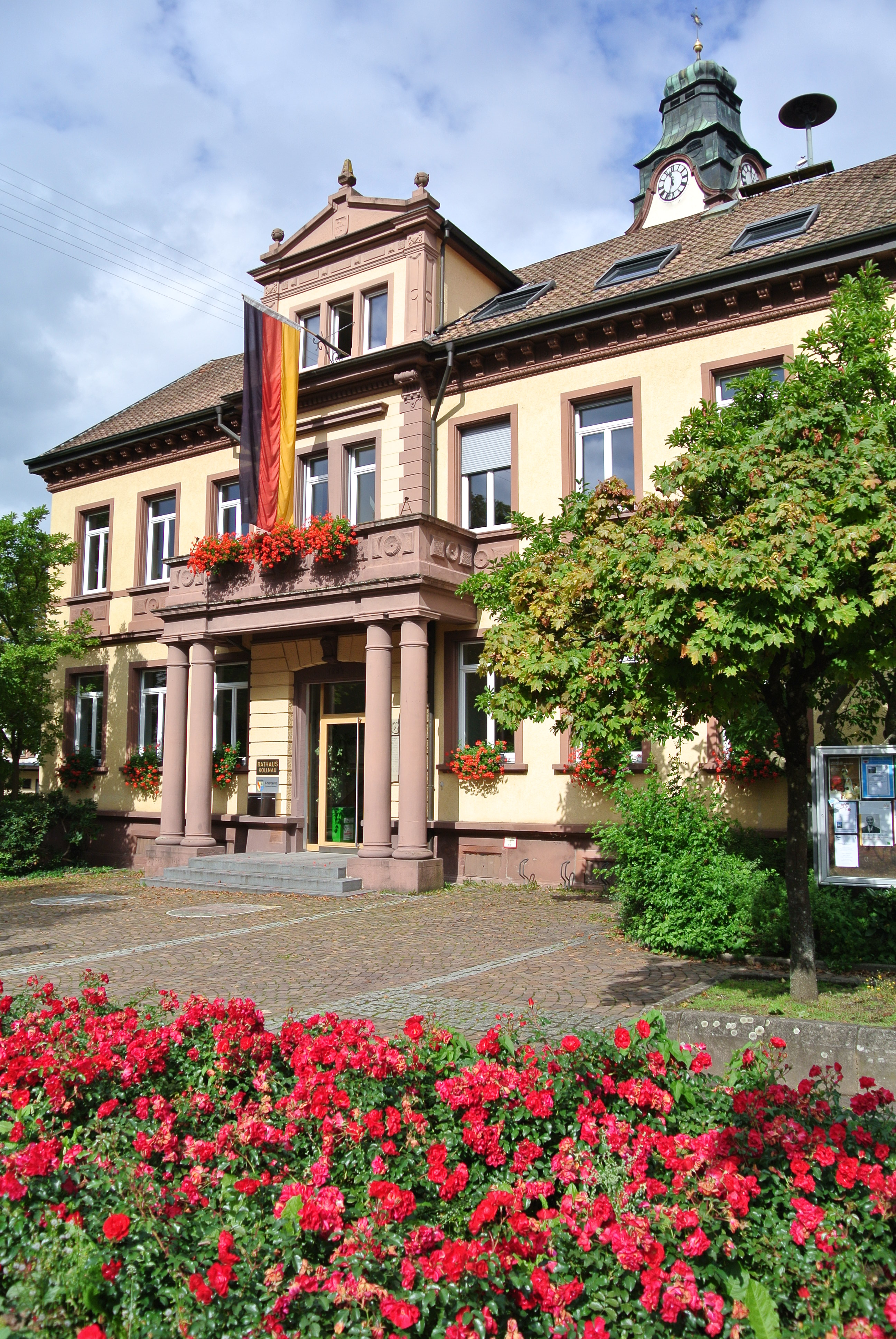
Rathaus Kollnau

### Vögte und Bürgermeister
Ab 1931 gab es in Kollnau gewählte Bürgermeister, zuvor stand ein Vogt der Gemeinde vor.
Vögte und Bürgermeister zwischen 1900 und 1974 waren:
- 1900–1905: Sebastian Baumgartner, Konsumvorstand
- 1905–1912: Franz Josef Schindler, Polizeidiener
- 1912–1931: Albert Nopper, Löwenwirt
- 1931–1943: Gustav Kramb
- 1943–1945: Ernst Dörle
- 1945–1974: Georg Schindler

### Ortsvorsteher
Seit der Bildung der neuen Stadt Waldkirch und der Einrichtung von Ortschaften in den Stadtteilen hat Kollnau einen Ortschaftsrat und einen Ortsvorsteher. Die Ortsvorsteher waren bis 2009 hauptamtlich, seit Mai 2010 ehrenamtlich. Die Mitgliedschaft im Ortschaftsrat ist nicht Voraussetzung für das Amt als Ortsvorsteher.
- 1975–1982: Georg Schindler
- 1982–1995: Karl-Josef Volk
- 1995–2009: Klaus Wisser
- 1. Januar 2010 bis 18. Mai 2010: Gabriele Schindler (kommissarisch)
- 19. Mai 2010 bis 4. März 2024: Gabriele Schindler (ehrenamtlich)
- 17. Juli 2024: Renate Rieder (ehrenamtlich)

### Ortschaftsrat
Der bei den Kommunalwahlen 2024 gewählte Ortschaftsrat setzt sich wie folgt zusammen:
- CDU: 2 Sitze
- SPD: 2 Sitze
- FWV: 2 Sitze
- DOL/Grüne: 2 Sitz

## Kirchen und Kirchengemeinden
Kollnau und Kohlenbach gehörten zunächst zur Stadtpfarrei St. Margarethen. Kollnau wurde unter dem Stadtpfarrer Jonas Dieterle von Waldkirch zu eigenen Pfarrei erhoben und erhielt mit der Josefskirche eine reich ausgestattete Pfarrkirche, die 1910 einen Hochaltar der Werkstätte Gebrüder Moroder bekam.

### Die Blasiuskapelle

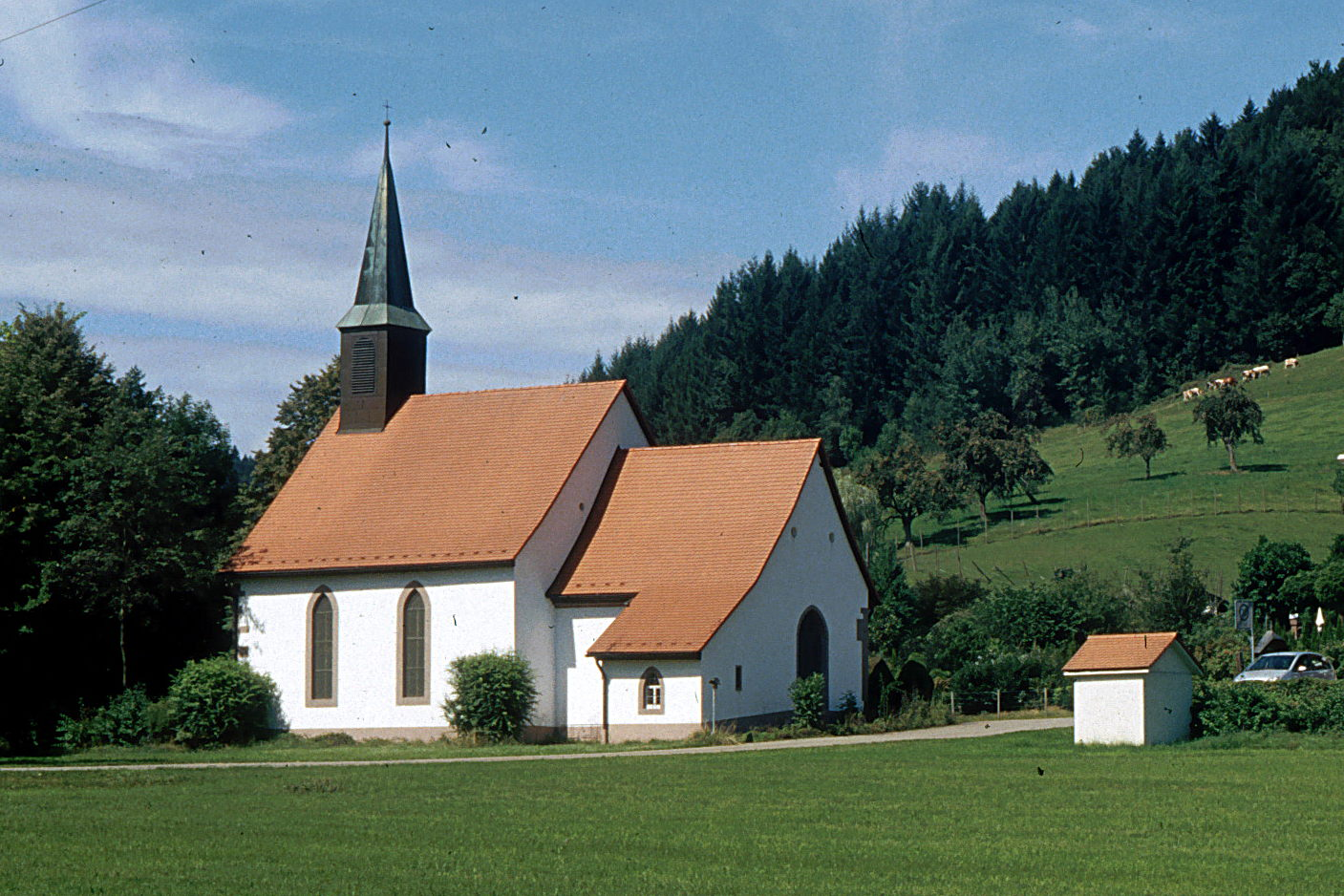
Bläsikapelle Kohlenbach

Das älteste Gotteshaus in Kollnau ist die Blasius-Kapelle (alemannisch: Bläsikapelle) und ist dem hl. Blasius geweiht. Sie liegt am Eingang des Kohlenbachtales. Ihr Ursprung ist nicht bekannt. 1573 wurde die Kapelle erstmals urkundlich erwähnt. 1887/88 wurde sie durch den Anbau des Langhauses auf die heutige Größe erweitert. 1959 erhielt die Kapelle neue Fenster, die durch den Glasmaler Wilhelm Geyer gestaltet und durch Hubert Deininger ausgeführt wurden (beide aus Ulm). 2010/11 wurde die Kapelle renoviert. Ebenfalls komplett restauriert wurde die 1899 erbaute Orgel, die von dem seit 1887 in Waldkirch tätigen Orgelbauer Anton Kiene stammt.
Die ersten Glocken aus dem 19. Jahrhundert mussten 1917 abgegeben werden. Das zweite Geläut stammte von der Glockengießerei Grüninger in Villingen. Auch diese beiden Glocken wurden am 19. Februar 1942 zu Kriegszwecken eingeschmolzen. Das nunmehr dritte Geläut stammt aus dem Jahr 1950 aus der Glockengießerei von Friedrich Wilhelm Schilling und bestand zunächst aus zwei Glocken (Schlagtöne g′′ und b′′), eine dritte Glocke (c′′′) aus der Glockengießerei Bachert ergänzt die beiden seit 2014 (zitierte Webseite enthält auch eine Audio-Datei des Geläutes).

### Kirche und Pfarrei St. Josef

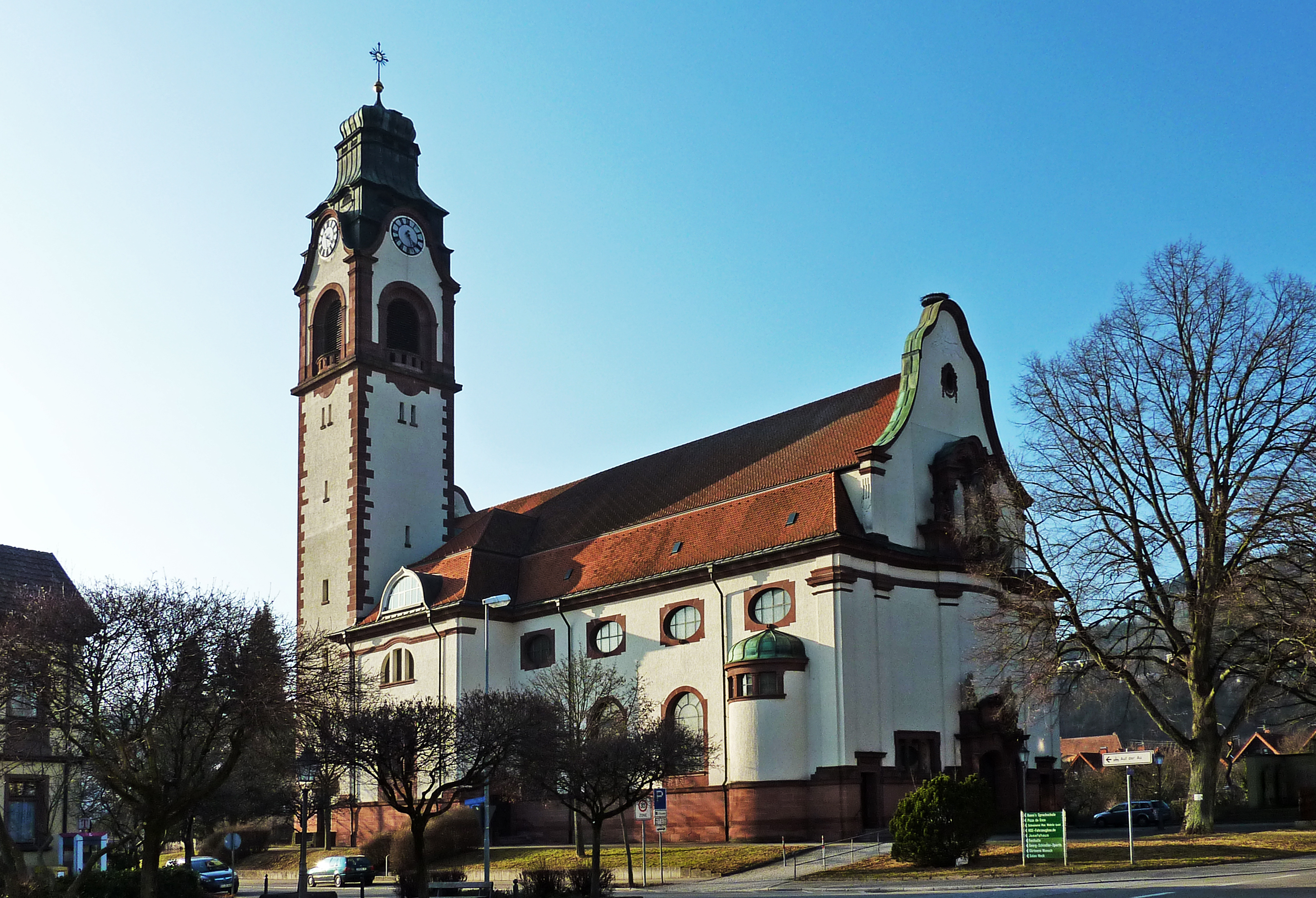
Kollnau, St. Josef

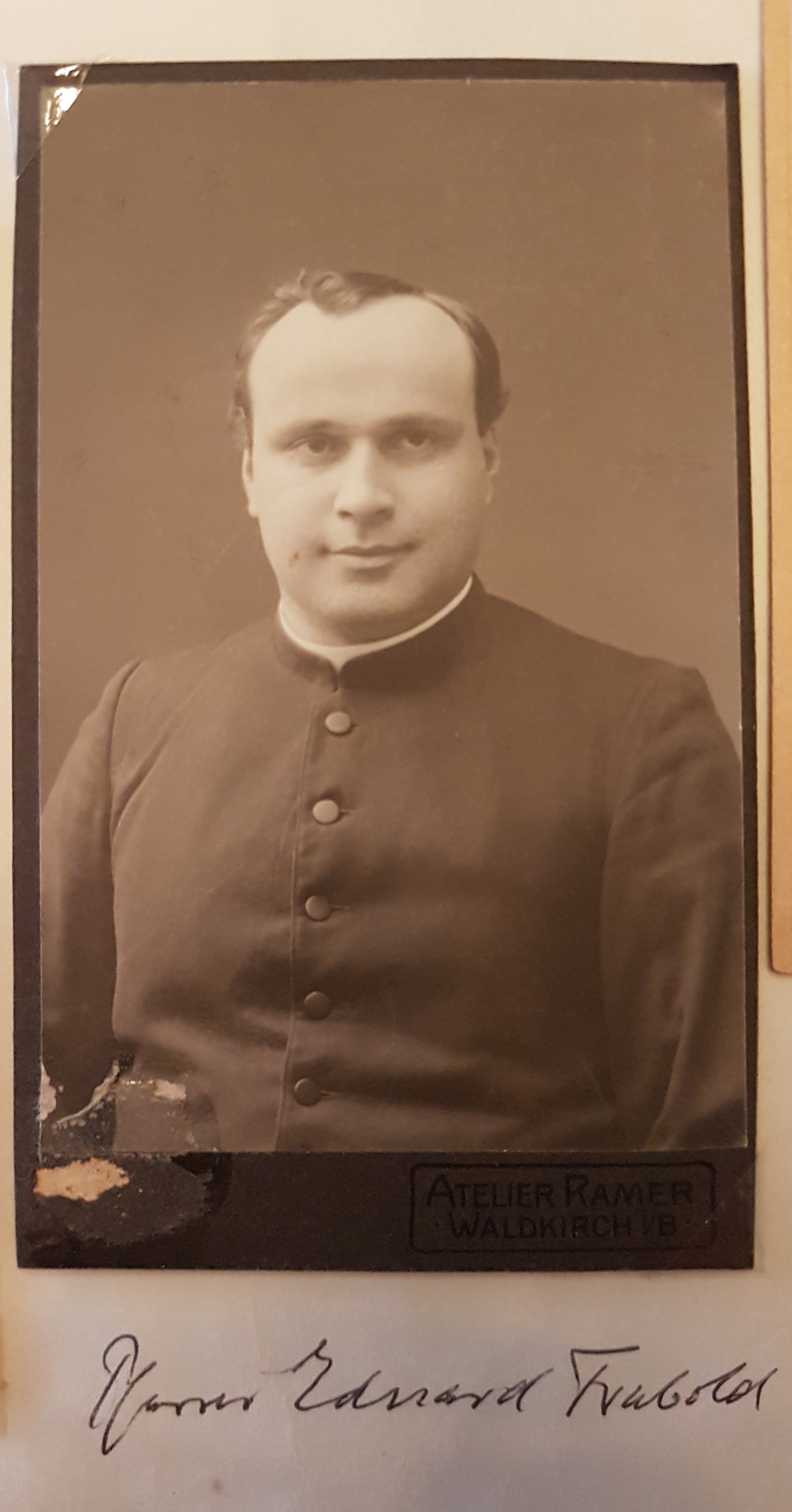
Eduard Trabold

Der Gemeinderat Kollnau ersuchte 1902 bei der Großherzogl. Domänendirektion Karlsruhe den Bau einer eigenen Kirche in Kollnau. Begründet wurde das mit der gestiegenen Einwohnerzahl von 646 im Jahr 1863 auf 2327 im Jahr 1902 und der andernfalls notwendigen Erweiterung der Kirche St. Margarethen in Waldkirch. Schon 1894 hatte die Gemeinde für den Kirchbau ein Grundstück erworben, auf dem zuvor der Grünbauernhof stand. Am 3. Oktober 1907 erteilte das Erzbischöfl. Ordinariat die Genehmigung zur Grundsteinlegung. Als Baumeister wurde Reymund Jeblinger beauftragt. Das Geläute besteht aus fünf Glocken und wurde von der Glockengießerei Grüninger in Villingen gegossen. Der Auftrag für die Orgel ging an den Waldkircher Orgelbauer Anton Kiene, wurde aber nach dessen Tod 1908 von seinem Sohn Rudolf Kiene ausgeführt. Die Einweihung der Kirche fand am 4. September 1910 statt. Schutzpatron ist der Heilige Josef von Nazareth.
Am 27. Oktober 1910 wurde Kollnau zunächst Pfarrkurat, 1918 dann zur Pfarrei erhoben. Erster Pfarrer war Eduard Trabold, der das Amt bis zu seinem Tode 1949 innehatte. 1913 wurde ein Vikar zugewiesen. Die Kollnauer Geistlichen hatten bis 1934 auch die Seelsorge in Gutach wahrzunehmen.
Im Ersten Weltkrieg konnte das Einschmelzen der Glocken zu Kriegszwecken noch abgewendet werden. Doch im Kriegswinter 1941 / 1942 mussten die Glocken mit Ausnahme der kleinsten abgegeben werden. Im August 1950 wurde dann ein von der Heidelberger Firma Schilling (heute Glockengießerei Bachert) gefertigtes neues Geläut eingeweiht, auch die Bläsikapelle und die Übenkapelle im Kohlenbach erhielten dabei wieder ein Geläut. Das Geläut der Kirche St. Josef ist auf der Homepage der Glockeninspektion der Erzdiözese Freiburg beschrieben, auch eine Tonaufnahme ist dort eingestellt.
Als Gemeindehaus wird das Josefshaus in der Hildastraße genutzt, es beherbergte früher einen Kindergarten, eine Krankenpflegestation und eine Nähschule. Im Josefshaus wirkten außerdem über viele Jahre eine Gemeinschaft Gengenbacher Franziskanerinnen, die den Dienst in Kindergarten, Krankenpflege und Nähschule ausübten. Später ging die Krankenpflegestation in der kirchlichen Sozialstation St. Elisabeth auf, deren erste Leiterin die Kollnauer Krankenpflege-Schwester wurde.
Als Vereine oder Gemeinschaften wirken die KJG (Katholische Junge Gemeinde), der Cäcilienverein (Kirchenchor) und die Kolpingsfamilie. 1988 entstand eine Partnerschaft der Kirchengemeinde Kollnau mit der Pfarrei Santa Catalina Labouré in Lima, Peru.
Seit dem 1. Januar 2013 bilden die Pfarrgemeinden Kollnau, Buchholz und Waldkirch die Kirchengemeinde Waldkirch.

### Evangelische Paul-Gerhardt-Kirche

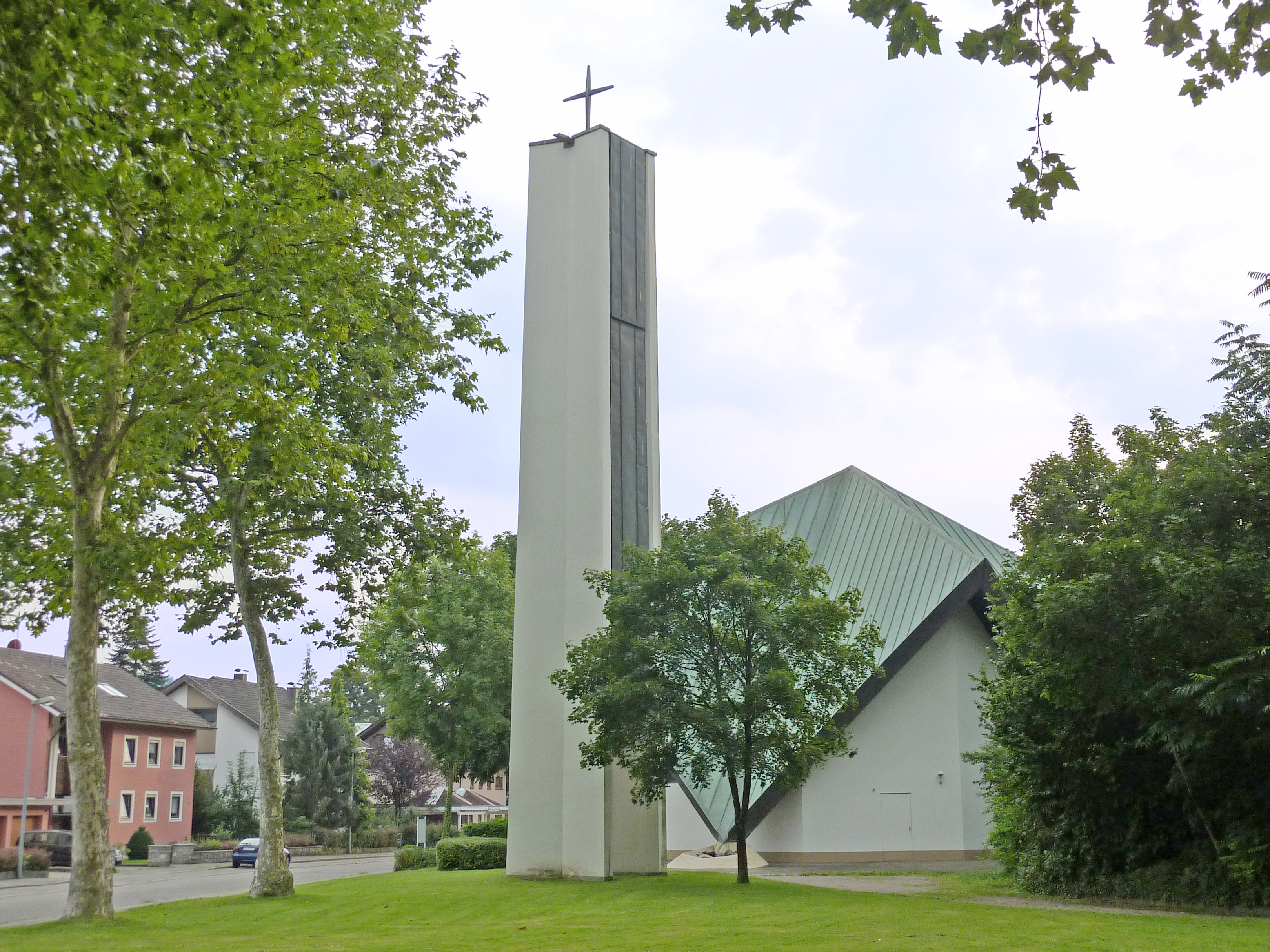
Evangelische Kirche Kollnau

Seit der Gründung der Textilfabriken in Gutach und Kollnau wuchs die Zahl der evangelischen Christen in Kollnau. Durch den Zuzug von Heimatvertriebenen stieg sie nach dem Zweiten Weltkrieg weiter an. 1955 wurde in Kollnau ein Gemeindehaus und ein Pfarrhaus gebaut, die Firma Gütermann hatte hierzu das Gelände bereitgestellt. 1958 wurde die evangelische Pfarrgemeinde Kollnau-Gutach eingerichtet und nach Paul Gerhardt benannt. In Gutach konnte zunächst die bisherige katholische Kirche genutzt werden, die nach Neubau frei geworden war. 1965 wurde der Grundstein zu einer Kirche in Kollnau gelegt, unmittelbar neben Gemeinde- und Pfarrhaus. Der Entwurf stammte vom Freiburger Architekten Friedrich Bauer. Die Einweihung fand am 27. November 1966 statt. Aus der bisherigen Kirche in Gutach konnten Taufstein und Orgel übernommen werden. Das Geläut aus vier Glocken konnte durch Spendengelder finanziert werden. 2013 wurde eine neue Orgel der Orgelbaufirma Jäger und Brommer aus Waldkirch (Manuale: II/P Register: 23) eingeweiht.
Die evangelische Kirchengemeinde umfasst die Orte Kollnau, Gutach, Bleibach, Siegelau, Simonswald und Siensbach.

## Verkehr und Infrastruktur
In Kollnau gibt es die Grundschule am Kohlenbach, eine Realschule sowie die Freie Schule Elztal, welche auf der pädagogischen Arbeit der von Rudolf Steiner entwickelten Waldorfpädagogik basiert.
Die Turn- und Festhalle in der Gartenstraße (heute Vogteistraße) wurde 1957 eingeweiht. Die Sporthalle Kollnau in der Nähe der Realschule wurde 1976 errichtet und löste die ehemalige Turnhalle der Firma Gütermann in Oberkollnau ab, welche daraufhin von einem Musikgeschäft übernommen wurde. Die Georg-Schindler-Sporthalle ergänzte das Sporthallen-Angebot im Jahr 1984.

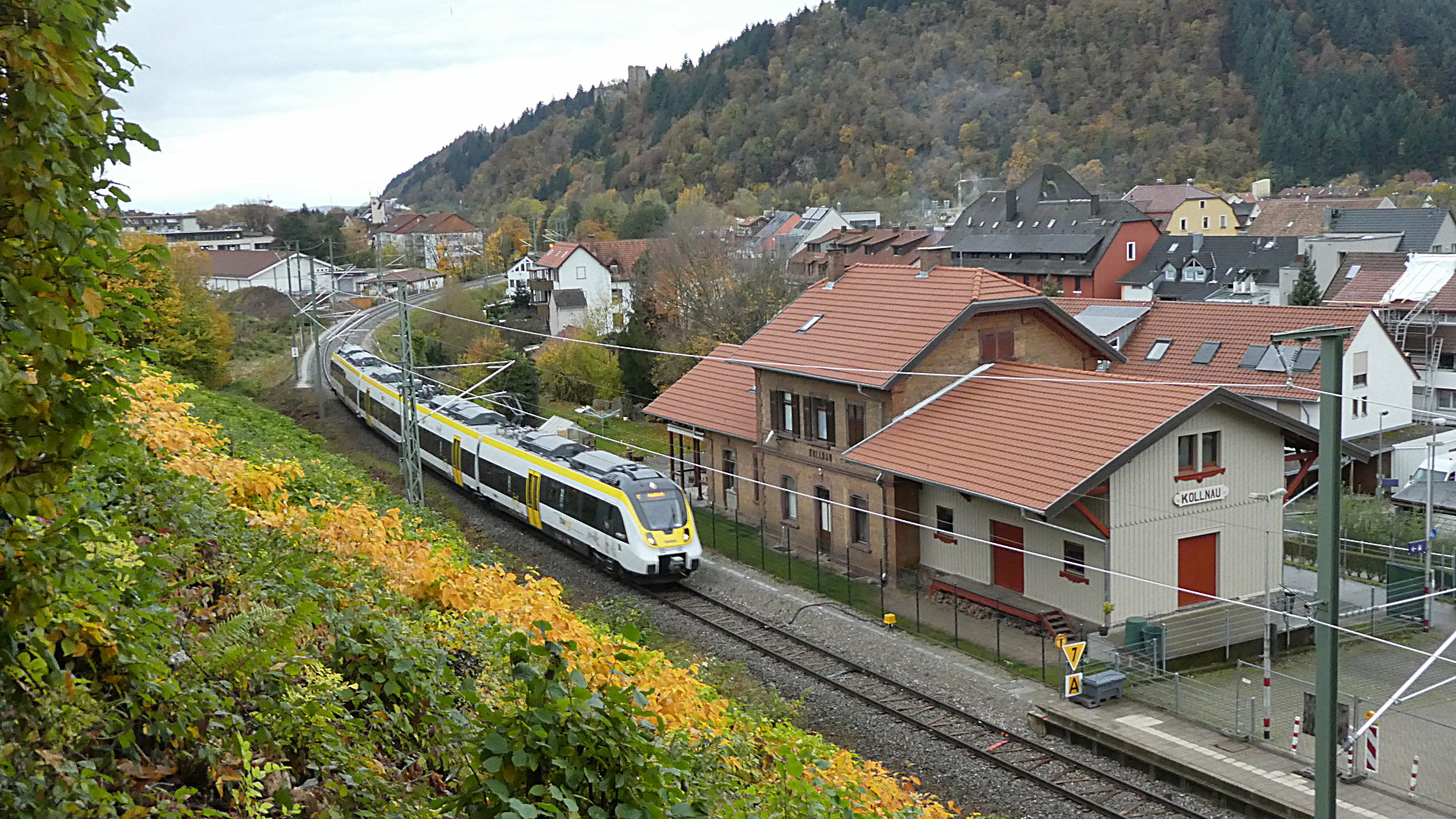
Bahnhof Kollnau

Seit 30. April 2016 hat Kollnau ein neues Freibad, 's Bad. Vorläufer waren am Anfang des 20. Jahrhunderts eine erste Badeanstalt an der Elz, um 1932 ein Strandbad mit Badehaus (das erste Strandbad im Elztal) und das 1968 eingeweihte beheizte Freibad, das damals schon im Volksmund 's Bad genannt wurde.
Kollnau ist ein Haltepunkt der Elztalbahn Freiburg–Denzlingen–Elzach, welcher halbstündlich von der S2 der Breisgau-S-Bahn angefahren wird.
Durch Kollnau / Kohlenbach führen der Querweg Schwarzwald – Kaiserstuhl – Rhein und der Kandelhöhenweg des Schwarzwaldvereins und der Jakobsweg Rottenburg – Freiburg – Thann. Zwei vom Deutschen Wanderverband als Qualitätswege zertifizierte Wege verlaufen durch Kollnau / Kohlenbach: der Zweitälersteig und die Vögelesteintour.
Der Europäische Radwanderweg von Elzach in die Elzacher Partnerstadt Villé im Elsass führt von Gutach über Kollnau nach Waldkirch. Dort besteht Anschluss an den geplanten Radschnellweg nach Freiburg.

## Vereinsleben
Die Website der Stadt Waldkirch verzeichnet (Stand 2021) 38 Vereine in Kollnau, darunter zwölf Sportvereine, fünf sozial engagierte Vereine, vier Musikvereine diverser Ausrichtung, vier Narrenzünfte, vier kirchliche Vereine, vier Vereine spezifischer Interessengruppen, fünf Fördervereine.
Zur Zeit der Gemeindereform war das Vereinsleben stärker nach Gutach als nach Waldkirch ausgerichtet. Neben den Vereinen, die heute noch die Ortsbezeichnung Kollnau-Gutach im Namen führen (Mandolinenverein, Schwarzwaldverein, Tennisclub, Turnverein), waren das auch der Athletik-Sportverein und die Ortsgruppe des Deutschen Roten Kreuzes.

## Persönlichkeiten
- Arthur Fauser (1911–1990), bildender Künstler des 20. Jahrhunderts
- Albert Burger (1925–1981), Verwaltungsbeamter und Politiker (CDU), MdL in BW (1964–1965), MdB (1965–1981)
- Alois Schätzle (1925–2022), Politiker (CDU), MdL in BW (1971–1988)
- Eduard Trabold (1877–1949), Pfarrer von Kollnau, Gegner des Nationalsozialismus
- Georg Schindler (1906–1984), Kommunalpolitiker
- Heiko Herrlich (* 1971), Fußballer, Fußballtrainer